# Sabu
Sabu Dastagir (Maiszúr, 1924. január 27. – Los Angeles, 1963. december 2.) indiai származású amerikai filmsztár; a magyar nézők számára A bagdadi tolvaj, A dzsungel könyve, vagy a Jónapot elefánt! című filmek főszereplőjeként vált örökre emlékezetessé.

## Élete és pályája
Apja elefánthajcsár volt. Hatéves korában, amikor apja meghalt, ő is elefánthajcsár lett. Tizenhárom éves volt, amikor Robert Flaherty, amerikai filmrendező és Korda Zoltán kiválasztotta Az elefántfiú főszerepére.
A bagdadi tolvaj hozta meg neki az igazi ismertséget és sikert. Ettől kezdve Hollywoodban filmezett.
1944-ben amerikai állampolgárságot kapott, majd szolgált az amerikai légierőnél a II. világháborúban, és ki is tüntették bátorságáért.
Egy váratlan szívroham végzett vele fiatalon. Nős volt, két gyermeke született.

## Filmjei

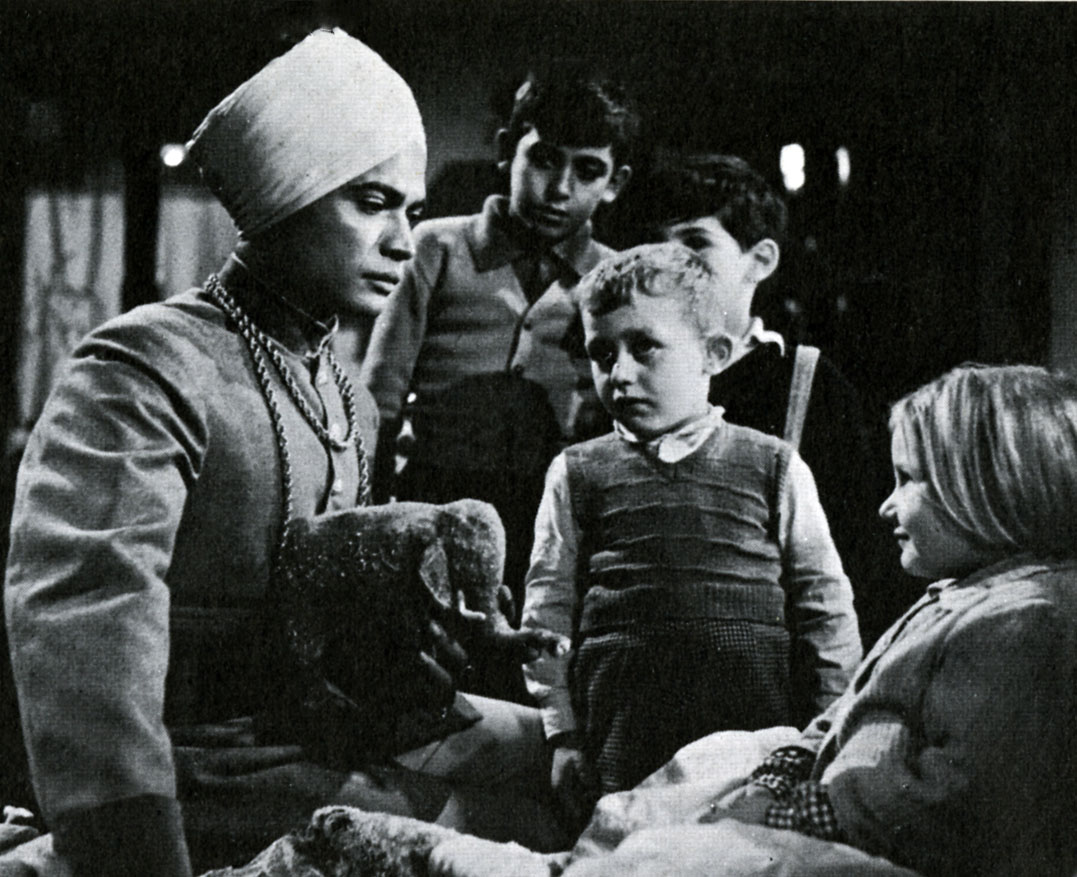
Jónapot elefánt!

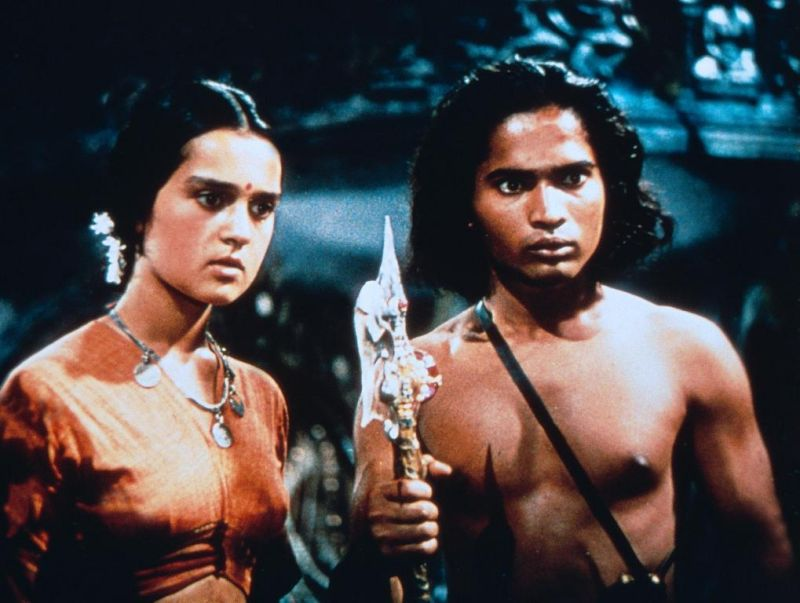
A dzsungel könyve

| Év   | Cím                     | Szerep               |
| ---- | ----------------------- | -------------------- |
| 1937 | Elefántfiú              | Toomai               |
| 1938 | Riadó Indiában          | Prince Azim          |
| 1940 | A bagdadi tolvaj        | Abu                  |
| 1942 | A dzsungel könyve       | Maugli               |
| 1942 | Arabian Nights          | Ali Ben Ali          |
| 1943 | White Savage            | Orano                |
| 1944 | Cobra Woman             | Kado                 |
| 1946 | Tangier                 | Pepe                 |
| 1947 | Fekete nárcisz          | The Young General    |
| 1947 | The End of the River    | Manoel               |
| 1948 | Man-Eater of Kumaon     | Narain               |
| 1949 | Song of India           | Ramdar               |
| 1951 | Savage Drums            | Tipo Tairu           |
| 1952 | Bagdad                  | ?                    |
| 1952 | Jónapot, elefánt!       | Sultan of Nagore     |
| 1954 | The Treasure of Bengal  | Ainur                |
| 1956 | The Black Panther       | Sabu the Jungle Boy  |
| 1956 | Jungle Hell             | Sabu the Jungle Boy  |
| 1956 | Jaguar                  | Juano                |
| 1957 | Sabu and the Magic Ring | Sabu, the stable boy |
| 1960 | Mistress of the World   | Dr. Lin-Chor         |
| 1963 | Rampage                 | Talib                |
| 1964 | A Tiger Walks           | Ram Singh            |